# 高坂琴水
高坂 琴水（こうさか ことみ、2000年〈平成12年〉3月28日 - ）は、日本のグラビアアイドル、タレント。スパニッシュハーフ。
静岡県出身。フォース・エージェント・エンターテイメント所属。

## 略歴
女性アイドルグループ「キプリスモルホォ」のキャプテン、イメージカラーが赤。楽曲の作詞に振付も担当。
2017年12月25日、キプリスモルホォのメンバーとしてアイドルデビュー。
2018年12月25日、キプリスモルホォの1周年ライブにてキャプテンに任命。

## 人物
- 血液型はO型。
- 特技はトランペット、趣味はゲームと読書。
- ピーちゃんとコハル、インコを二羽飼っている。

## 作品

### DVD
- ピュア・スマイル（2018年9月21日、竹書房）
- 虹色ダイアリー（2019年2月20日、ラインコミュニケーションズ）
- 青春の輝き（2019年6月21日、竹書房）
- キラ☆キラ（2022年5月20日、ラインコミュニケーションズ）[1]

### CD
- butterfly（2019年12月27日）